# Habiba Ghribi
Habiba Ghribi (Kairouan, 9 de abril de 1984) é uma meio-fundista tunisina, campeã olímpica e mundial dos 3000 metros com obstáculos.
Começou a carreira no cross-country e em corridas de 5000 m mas conseguiu maior sucesso internacional após mudar para os obstáculos, com a inclusão desta modalidade para as mulheres  no Campeonato Mundial de Atletismo  e nos Jogos Olímpicos. Conquistou sua primeira medalha de prata no Campeonato Africano de Atletismo de 2006.
Competiu em Pequim 2008, a primeira vez que os 3000 m c/ obstáculos feminino foi disputado em Olimpíadas, e ficou em 13º lugar na final. Fez sua segunda aparição num evento global no Mundial de Berlim 2009, quando abaixou sua marca pessoal para 9:12.52 e ficou em sexto lugar. Em Daegu 2011 teve seu maior resultado até então na carreira com a medalha de prata no mundial. No ano seguinte, nos Jogos de Londres 2012, chegou em segundo lugar na prova, conquistando a primeira medalha olímpica feminina da Tunísia e o então melhor tempo pessoal e recorde nacional de 9:08.37. Porém, com a desclassificação  por doping da vencedora em Londres,  Yuliya Zaripova, da Rússia, após os novos exames dotados de tecnologia mais moderna feitos nas amostras guardadas de Londres e refeitos em 2016, Ghribi herdou a medalha de ouro olímpica e a recebeu numa cerimônia em 4 de junho de 2016, na Tunísia. Na mesma ocasião, recebeu também a medalha de ouro da prova do Campeonato Mundial de Atletismo de Daegu de 2011, também confiscada da atleta russa.
Ghribi foi novamente vice-campeã mundial da prova em Pequim 2015 e no mesmo ano conseguiu a sua melhor marca pessoal de 9:05.36 em Bruxelas, Bélgica, na última prova da Diamond League, recorde nacional, recorde africano e quarta melhor marca do mundo para a distância.
Em seus segundos Jogos Olímpicos, na Rio 2016, ficou apenas em 12º lugar, com o tempo de 9:28.75.